# Anyphaena trifida
Anyphaena trifida là một loài nhện trong họ Anyphaenidae.
Loài này thuộc chi Anyphaena. Anyphaena trifida được Frederick Octavius Pickard-Cambridge miêu tả năm 1900.